# Граф Татта — Коксетера
У математичній області теорії графів, граф Татта — Коксетера являє собою 3-регулярний граф з 30 вершинами і 45 ребрами. Як єдиний найменший кубічний граф обхвату 8, він є клітиною і графом Мура. Також це двочастковий граф і він може бути побудований як граф Леві узагальненого чотирикутника W2 (відомий як конфігурація Кремони — Річмонда. Граф був названий на честь Вільяма Томаса Татта і Х. С. М. Коксетера; був відкритий Таттом (1947), але його зв'язок з геометричними конфігураціями був досліджений обома авторами спільно, результати викладені в опублікованих статтях (Татт 1958; Кокстер 1958).
Всі кубічні дистанційно-регулярні графи відомі. Граф Татта — Кокстера є одним з 13 таких графів.

## Конструкції і автоморфізм
Особливо проста комбінаторна побудова графа Татта — Коксетера можлива завдяки роботі Коксетера (1958b), яка заснована на роботі Сильвестра (1844).
У сучасній термінології, візьмемо повний граф на 6 вершин K6. Він має 15 ребер, а також 15 парувань. Кожна вершина графа Татта — Коксетера відповідає ребру або паруванню з K6, і кожне ребро графа Татта — Коксетера пов'язує узгодження K6 до кожного з трьох складових ребер.
На основі цієї конструкції, Коксетер показав, що граф Татта — Коксетера — симетричний граф; він має групу з 1440 автоморфізмів, які можуть бути ідентифіковані за допомогою автоморфізмів групи перестановок на шести елементах (Коксетер, 1958b). Внутрішні автоморфізми цієї групи відповідають перестановці шести вершин графа specification; ці перестановки діють на граф Татта — Коксетера перестановкою вершин на кожній стороні його поділу на дві частини, зберігаючи при цьому кожну з двох сторін фіксованою у вигляді набору. Крім того, зовнішні автоморфізми групи перестановок міняють одну сторону двочасткового графа на іншу. Як показав Коксетер, будь-який шлях до п'яти ребер в графі Татта — Коксетера еквівалентний будь-якому іншому такому шляху на один такий автоморфізм.

## Галерея

Хроматичне число графа Татта - Корсетера дорівнює 2.
Хроматичний індекс графа Татта - Корсетера дорівнює 3.